# پرچم پانتلند
پرچم پانتلند در ۲۲ دسامبر ۱۹۰۹ پذیرفته شد.